# EdenWall Technologies
Pour les articles homonymes, voir INL.
La société EdenWall Technologies, anciennement INL, était un éditeur de logiciels de pare-feu et de sécurité, intégrés sur une gamme de boîtiers (appliances de sécurité).

## Historique
Fondée en 2004, INL proposait des services en Sécurité des systèmes d'information. L'activité était double: édition du pare-feu authentifiant NuFW et intégration de Logiciels Libres. La société proposait ainsi EdenWall, un boîtier disposant des capacités d'authentification de NuFW. INL était un contributeur au projet Netfilter intervenant notamment au niveau des interactions noyau-espace utilisateur.
La société organise en 2008 la convention Netfilter, rencontre mondiale de l'ensemble des développeurs majeurs du projet.
Une première levée de fonds de 2 millions d'euros est organisée en février 2009 auprès des investisseurs CM-CIC et Cap Décisif Management. Profitant de l'apport de capital, INL rachète et fusionne en mars 2009 avec l'éditeur Prélude Technologies pour devenir pour devenir EdenWall Technologies. La société en profite aussi pour déménager dans de nouveaux locaux à Paris.
En mai 2010, une deuxième levée de fonds est réalisée auprès des mêmes investisseurs, qui deviennent alors majoritaires au conseil d'administration. Ils nomment François Josserand en qualité de PDG.
Le 18 août 2011, la liquidation judiciaire de la société est prononcée,.
Le 13 octobre 2011, des offres de reprise des actifs ont été soumises au tribunal de commerce notamment par Netasq et C-S.
Le 15 novembre 2011, le tribunal statue sur la liquidation en faveur de Netasq et de C-S, qui reprennent l'intégralité des actifs, ce qui comprend le matériel, les contrats ainsi que les marques. C-S récupère la suite Prelude IDS (Prelude), les marques et noms de domaine associés.
Le 19 novembre 2011, la FSF France propose de fournir un hébergement pour les projets libres de la société.
Le 30 novembre et grâce à la participation des anciens clients, le site ufwi.org est lancé, proposant une forge logiciel pour héberger le code libre
après la disparition des serveurs d'Edenwall.